# کاشیوپیا
کاشیوپیا گروه جاز فیوژن ژاپنی است که در سال ۱۹۷۶ توسط گیتاریست ایسی نورو، بیسیست تتسوئو ساکورائی، درامر تورو سوزوکی و کیبوردیست هیدهیکو کوئیکه تأسیس شده‌است. در سال ۱۹۷۷ کیبوردیست مینورو موکائیا و درامر تاکاشی ساساکی به این گروه ملحق و جایگزین هیدهیکو کوئیکه و تورو سوزوکی شدند.
آنها آلبوم آغازین خود که هم نام گروهشان (کاشیوپیا) است را در سال ۱۹۷۹ با همکاری هنرمندان جاز آمریکایی از جمله رندی بکر، مایکل بکر و دیوید سنبورن منتشر کردند. در سال ۱۹۸۰ درامر آکیرا جیمبو به این گروه ملحق شد.
کاشیوپیا در مجموع بالغ بر ۴۰ آلبوم در ژاپن و سراسر دنیا منتشر کردند و سر انجام در سال ۲۰۰۶ از یکدیگر جدا شدند.
از سال ۲۰۱۲، آنها کاشیوپیا سوم را به عنوان پیش‌درآمد گروه اصلی تشکیل دادند به همراهی کیومی اوتاکا بعنوان کیبوردیست و اعضای بازگشته از جمله ایسی نورو، آکیرا جیمبو و یوشیهیرو ناروسه که در این گروه احیا شده حضور داشتند.
در ۱ ژوئیه ۲۰۲۲، پس از خروج آکیرا جیمبو از کاشیوپیا سوم، اعلام شد که یوشینوری ایمای درامر جدید گروه خواهد بود و گروه به کاشیوپیا-پی۴ تغییر نام داد.

## تاریخچه

### کاشیوپیا اول (۱۹۷۶–۱۹۸۹)
یکی از اولین حضورهای گروه در مسابقه گروه آماتور یاماها "EastWest '76" بود که ایسی نورو، تتسوئو ساکورای، هیدهیکو کویکه و توهرو "ریکاً سوزوکی در آن حضور داشتند. این شکل‌گیری اولیه کاشیوپیا بود، و کویکه و سوزوکی هر دو گروه را ترک کردند به دلیل مشغول بودن با پروژه‌های دیگر در آن زمان (سوزوکی به پریسم پیوست و کویکه در گروه‌های دیگر). آنها در نهایت اولین تشکیل دائمی خود را زمانی به دست آوردند که تاکاشی ساساکی جایگزین سوزوکی در درامز شد و مینورو موکایا در سال ۱۹۷۷ جایگزین کوئیک در کیبورد شد. آنها در این زمان دوباره در مسابقه "YAMAHA EastWest '77" ظاهر شدند و بعداً اولین حضور رسمی خود را در ژانویه ۱۹۷۸ انجام دادند. در حوالی این زمان، نوازندگانی مانند آکیرا وادا، نوازنده گیتار پریسم، جون فوکاماچی، نوازنده کیبورد، کنجی اومورا و سایرین در صحنه فیوژن ژاپنی، اغلب همراه با گروه به عنوان اعضای حمایت کننده/مهمانان ویژه در برخی از اجراهای زنده خود (با حضورشان از سال ۱۹۷۷ تا ۱۹۷۷) ظاهر می‌شدند. ۱۹۷۹، و ۱۹۸۰ برای برخی). اولین برندی که با آنها قرارداد امضا کرد آلفا رکوردز بود که آلبوم خود را به نام Casiopea منتشر کرد که در می ۱۹۷۹ منتشر شد و برادران برکر و دیوید سنبورن به عنوان بخش برنجی حضور داشتند. آنها همچنین آلبوم Super Flight را در اواخر همان سال منتشر کردند. پس از پایان تور Super Flight در ژانویه ۱۹۸۰، ساساکی نیز گروه را ترک کرد و آکیرا جیمبو در ماه بعد صندلی درامر را پر کرد. "Fank کهکشانی" در آلبوم 1981 Cross Point (۱۹۸۱) با ده نسخه مختلف که هم به صورت زنده و هم در استودیو ضبط شده بودند ظاهر شد. آلبوم Eyes of the Mind در سال ۱۹۸۱ در ایالات متحده منتشر شد. آنها سپس Mint Jams (1982) را منتشر کردند و سپس در همان سال 4x4 را منتشر کردند که با لی ریتنور، هاروی میسون، ناتان ایست و دان گروسین ضبط شد. اولین کنسرت گروه در خارج از کشور در سال ۱۹۸۳ در بریتانیا بود. این گروه در اروپا، آمریکای جنوبی، استرالیا و آسیای جنوب شرقی تور برگزار کرده‌است. در سال ۱۹۸۷، Casiopea با Polydor قرارداد امضا کرد. در سال ۱۹۸۹، آکیرا جیمبو و تتسو ساکورای که به ترتیب درام و باس را به عنوان بخشی از اولین "صفحه کلاسیک" کاشیوپیا می‌نواختند، از هم جدا شدند و نوازندگان دیگری از جمله خوانندگان پاپ شهری یوری کوکوبو (جا) و کائورو آکیموتو (جا) را به خدمت گرفتند. برای تشکیل شامبارا (جا) در همان سال. گروه پس از انتشار یک آلبوم منحل شد و این دو گروه دوتایی Jimsaku را در سال ۱۹۹۰ تشکیل دادند.

### کاشیوپیا دوم (۱۹۹۰–۲۰۰۶)

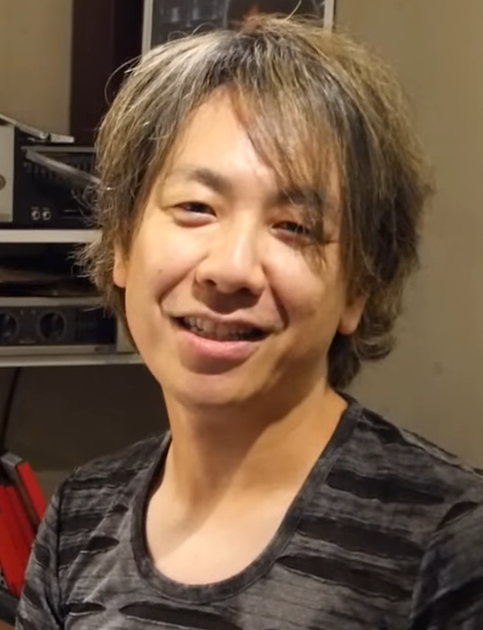
نوریاکی کوماگای از سال ۱۹۹۳ تا ۱۹۹۶ جایگزین هیاما به عنوان درامر شد.

در حالی که تنها Issei Noro و Minoru Mukaiya از ترکیب اصلی Casiopea باقی مانده بودند، Yoshihiro Naruse نوازنده باس و Masaaki Hiyama درامر به گروه پیوستند و جایگزین Sakurai و Jimbo شدند. سپس کاشیوپیا با پایونیر قرارداد امضا کرد. در آگوست ۱۹۹۲، هیاما به دلیل مشکلات سلامتی، گروه را ترک کرد و درامر نوریاکی کوماگای اواخر همان سال جایگزین او شد، اولین بار در آلبوم دراماتیک در سال ۱۹۹۳ ظاهر شد و گروه در همان سال به برچسب آلفا بازگشت و سپس به پونی کانیون بازگشت. در سال ۱۹۹۷، جیمبو به عنوان یک عضو پاره وقت بازگشت و آلبوم‌های بیشتری را ضبط کرد و آهنگ‌هایی نوشت. این تبدیل به طولانی‌ترین خط تولید کاشیوپیا در تاریخ گروه خواهد شد (گیتاریست Issei Noro، کیبورد نوازنده Minoru Mukaiya، و نوازنده بیس Yoshihiro Naruse، با درامر Masaaki Hiyama از ۱۹۹۰ تا ۱۹۹۲، Noriaki Kumagai از ۱۹۹۳ تا ۱۹۹۹، و از سال ۱۹۹۹، و از ۱۹۹۹ بازگشت. تا ۲۰۰۶).
در سال ۲۰۰۰، گروه دوباره با پایونیر قرارداد امضا کرد، که آلبوم بیستمین سالگرد خود را منتشر کرد (با حضور نورو، موکایا، جیمبو و ناروسه، با اعضای بازگشتی متشکل از کوماگای، کویکه و ساکورای). چهار سال بعد پایونیر نام خود را به Geneon Entertainment تغییر داد. در ۱ آگوست ۲۰۰۶، ایسی نورو، رهبر گروه، تصمیم گرفت تمام فعالیت‌های گروه را تا اطلاع ثانوی متوقف کند. در سال ۲۰۰۷، نورو و جیمبو گروه تلفیقی Inspirits را تشکیل دادند.
در ژانویه ۲۰۰۹، Casiopea در آلبوم Tetsudou Seminar Ongakuhen بر اساس بازی‌های ویدیویی Train Simulator از Minoru Mukaiya شرکت کرد.
در ۲۷ مه ۲۰۰۹، مجموعه جعبه‌ای با نسخه محدود به نام Legend of Casiopea به مناسبت سی سالگی گروه منتشر شد.

### کاشیوپیا سوم (۲۰۱۲–۲۰۲۲)
در ۲۰ آوریل ۲۰۱۲، تشکیل Casiopea 3 با پیوستن کیومی اوتاکا به کیبورد، جایگزین Minoru Mukaiya، که تیم تولید موسیقی خودش Mukaiya Club را رهبری می‌کرد، اعلام شد.
در طول دهه ۲۰۱۰، Casiopea 3 انتشار آلبوم خود را از سر گرفت، و Casiopea 3rd و Inspirits کنسرت مشترکی را در نتیجه داشتن یک رهبر گروه مشترک در Issei Noro برگزار کردند.
در طول بحران COVID-19، ایسی نورو آهنگی با عنوان A•RI•GA•TO (قدردانی) منتشر کرد و از همه کسانی که در خط مقدم هستند تشکر کرد.
در ۱۰ فوریه ۲۰۲۲، آکیرا جیمبو اعلام کرد که Casiopea 3 را ترک خواهد کرد. آخرین حضور او با Casiopea 3 در تور بیلبورد آوریل و می ۲۰۲۲ بود.

### کاشیوپیا-پی۴ (۲۰۲۲–اکنون)
در ۱ ژوئیه ۲۰۲۲، Issei Noro در وب سایت گروه اعلام کرد که Yoshinori Imai درامر جدید خواهد بود و گروه به Casiopea-P4 تغییر نام خواهد داد.

### کاشیوپیا و تی-اسکوئر
پس از Ottottrio، رابطه بین Casiopea و T-Square در سال ۱۹۹۳ ادامه یافت، زمانی که کیوهیکو سنبا، نوازنده کوبه ای سابق T-Square، یکی از آهنگ‌های آلبوم Casiopea " دراماتیک " را نواخت و یک سال بعد، گروه‌ها با هم تنظیمی از The را اجرا کردند. بیتلز " <i id="mwcA">بازگشت</i> " در یک پخش ژاپنی. در سال ۱۹۹۷، Casiopea, T-Square و Jimsaku در توکیو جم بازی کردند و در سال ۲۰۰۳ هر دو گروه (با تعویض برخی از بازیکنان)، در رویداد Casiopea vs. خود میدان اخیراً آن‌ها هنوز تا حدودی با یکدیگر متحد شده‌اند، مانند نوریاکی کوماگای، نوازنده سابق کاشیوپیا و میتسورو سوتوح، بیس‌یست سابق تی‌اسکوئر، هر دو در گروه TRIX، و تاکشی ایتوه، نوازنده T-Square Sax / EWI با کیبوردیست سابق کاسیوپه، Minoru Mukaiya در ۲.

### DNA همگام شده
در سال ۲۰۰۵، آکیرا جیمبو و هیرویوکی نوریتاکه یک درام Duo به نام Synchronized DNA ایجاد کردند که در توری با Casiopea که با عنوان " Casiopea + Sync DNA: 5 Stars Live " و در آخرین آلبوم خود قبل از وقفه، " Signal " منتشر شد، بازی کردند.

### اینسپریتس
در سال ۲۰۰۸، ایسی نورو گروه Issei Noro Inspirits را با آکیرا جیمبو، کنت اوهگیا، پیانیست، ریو هایاشی نوازنده کیبورد و یوجی یاجیما، نوازنده بیس، به عنوان اعضای گروه ایجاد کرد. از ۸ سپتامبر ۲۰۱۸، آنها پنج آلبوم استودیویی، یک آلبوم زنده و یک دی وی دی زنده منتشر کرده‌اند.

### پگاسوس
در سال ۲۰۰۹، مدیری از شرکت ضبط تتسو ساکورای به او پیشنهاد کرد تا آلبومی را برای سی امین سالگرد فعالیت حرفه‌ای‌اش بسازد که با نام My Dear Musiclife منتشر شد. ساکورای ایده او را پذیرفت، اما کارگردان از او خواست تا "خط دومینو" را در آن ضبط کند، زیرا او آن آهنگ را به عنوان بیسیست کاشیوپیا (در طول سال‌های ۱۹۷۹ تا ۱۹۹۰) اجرا می‌کرد. ساکورای از نویسنده آن آهنگ، ایسی نورو، اجازه خواست. نورو جواب مثبت داد اما او گفت که در ضبط شرکت نخواهد کرد. در عوض، نورو و ساکورای آهنگ جدیدی را به نام "Mirage" در Acoustic Arrangement ضبط کردند.
پس از آن، نورو و ساکورای به عنوان یک گروه دوتایی گیتار آکوستیک، به نام پگاسوس، به یک تور باشگاهی داخلی رفتند.

## اعضا

### گیتار
- ایسی نورو (۱۹۷۶–۲۰۰۶، ۲۰۱۲–اکنون)
  - رهبر Casiopea و "Issei Noro Inspirits". او همچنین به همراه تتسو ساکورای، بیسیست سابق کاشیوپیا، بخشی از «پگاسوس» بوده‌است.
- کنجی اومورا (۱۹۷۷–۱۹۷۹، به عنوان عضو پشتیبانی زنده)
  - اعضای Casiopea را در حدود سال ۱۹۷۷ ملاقات کردم و به عنوان یک عضو اضافی در تعداد زیادی از برنامه‌های زنده آنها از آن زمان (و حتی همکاری با Noro, Naruse و Wada در آلبوم‌های غیر Casiopea) تا اواخر سال ۱۹۷۹ ظاهر شد. او بعداً به ارکستر جادوی زرد پیوست.
- آکیرا وادا (۱۹۷۸–۱۹۸۰ (به عنوان عضو پشتیبانی زنده)، ۱۹۹۷ به عنوان مهمان ویژه)
  - از آنجایی که پریسم و کاشیوپیا در دهه ۷۰ به صحنه فیوژن ژاپنی وارد شدند، هر دو گروه با هم دوست شدند. او، نورو و اومورا در آلبوم شویچی موراکامی در سال ۱۹۷۸ ظاهر شدند[۴] در نتیجه، او همچنین در بسیاری از اجراهای زنده گروه از زمان اجرای زنده تا اواسط سال ۱۹۸۰ ظاهر شد. او یک بار دیگر به عنوان یک مهمان ویژه طی توری با Casiopea و Tetsuo Sakurai در سال ۱۹۹۷ بازگشت، و در سال ۲۰۱۵، Casiopea 3rd و Prism در یک کراس اوور ویژه با یکدیگر همکاری کردند.
- کاتسوتوشی موریزونو (۱۹۸۰، به عنوان مهمان ویژه)
  - گیتاریست محبوب Session که همچنین در چند جلسه Casiopea به عنوان یک عضو پشتیبانی اضافی شرکت کرد. مشخص نیست که آیا او قبل از سال ۱۹۸۰ با آنها ظاهر شد یا خیر.

### کیبورد
- Hidehiko Koike (1976–1977)
  - در اولین کنسرت‌های کوتاه خود با کاسیوپیا بازی کرد، اما پس از بازی کاسیوپیا در مسابقه موسیقی یاماها "EastWest '76" به دلیل فعال بودن در گروه‌های دیگر، گروه را ترک کرد. او تا قبل از حضور در کنسرت بیستمین سالگرد آنها در سال ۱۹۹۹، آلبومی با کاسیوپیا ضبط نکرد.
- مینورو موکایا (۱۹۷۷–۲۰۰۶)
  - اگرچه موکایا جایگزین هیدهیکو کویکه بود، اما او را کیبورد نواز اصلی کاسیوپیا می‌دانند، زیرا کوئیکه هرگز آلبومی با گروه ضبط نکرد. از سال ۱۹۸۵، Minoru Mukaiya مدیر اجرایی Ongakukan است، شرکتی که در ابتدا برای تجهیزات ضبط بود، اما اکنون بازی‌های ویدیویی (عمدتا شبیه‌سازهای قطار، مانند سری عنوان Train Simulator) تولید می‌کند. در سال ۱۹۹۳ یک بازی مکینتاش ژاپنی توسط Ongakukan به نام "Touch the Music with Casiopea" منتشر و ساخته شد. به احتمال زیاد، کارگردان صدا و تنظیم کننده موسیقی، خود Minoru Mukaiya بوده‌است. او در حال حاضر تهیه‌کننده و مؤسس باشگاه موکایا است.
- جون فوکاماچی (۱۹۷۸–۱۹۷۹، به عنوان عضو پشتیبانی زنده)
  - او در برخی از برنامه‌های کاسیوپیا از زمان اجرای زنده تا سال ۱۹۷۹ بازی کرد و بیشتر به خاطر فعالیت انفرادی و حضور در گروه فیوژن ژاپنی Prism شناخته شد. او همچنین تنظیم دو آلبوم اول کاسیوپیا را بر عهده داشت.
- کیومی اوتاکا (۲۰۱۲–اکنون)
  - کیومی اوتاکا جدیدترین و تنها زن عضو Casiopea 3 است. او یکی از دو عضوی است که قبل از پیوستن به گروه، یک حرفه انفرادی تثبیت شده داشت (از سال ۱۹۹۸ یک هنرمند ضبط انفرادی بوده‌است). برخلاف موکایا، او ابتدا به جای استفاده از سینت سایزر، به عنوان نوازنده ارگ شروع به کار کرد.

### گیتار بیس
- تتسو ساکورای (۱۹۷۶–۱۹۸۹)
  - باسیست اصلی Casiopea. او و آکیرا جیمبو در سال ۱۹۸۹ ترک کردند تا دو درام/بیس معروف به جیمساکو را تشکیل دهند (این نام ترکیبی از نام هر دو عضو است، مانند «جیم بو و ساکو رای».) ساکورای نیز نیمه دیگر گروه دوتایی گیتار آکوستیک پگاسوس است که در بالا ذکر شد.
- یوشیهیرو ناروسه (۱۹۷۷–۱۹۷۹ (به عنوان پشتیبانی زنده) و ۱۹۸۰–۱۹۸۹ (در سایر کراس اوورها)، ۱۹۹۰–۲۰۰۶، ۲۰۱۲–اکنون)
  - او که برای طرفدارانش با نام «ناروچو» شناخته می‌شود، عضو دیگری است که قبل از پیوستن به گروه، یک حرفه انفرادی ثابت داشت. به گزارش «آرشیو رویداد» یاماها، او یکی از داوران ایست وست ۷۷ بود.[۵] یکی از اولین آلبوم‌های انفرادی او، "Bas Bawl"، شامل تتسو ساکورای در آهنگی به نام "Captain Chaos" است.

### درام
- سوزوکی توهرو "ریکا" (۱۹۷۶–۱۹۷۷)
  - در کنسرت‌های کوچک خود در کنسرت "EastWest '76" یاماها اجرا کرد. او پس از آن برای ضبط با گروه Prism (ja) رفت و تاکاشی ساساکی در سال ۱۹۷۷ جایگزین او شد. با این حال، او در سال ۱۹۷۹ با آنها در نمایش‌های متقاطع اجرا کرد (احتمالاً زمانی که بقیه پریسم در آن حضور داشتند) و با نورو، موکایا و ناروسه در یک آلبوم کریسمس به نام سوپرمن سانتا در سال ۱۹۸۶ اجرا کرد.
- تاکاشی ساساکی (جا) (۱۹۷۷–۱۹۷۹)
  - جایگزین Tohru Suzuki، اگرچه او بیشتر درامر اصلی گروه در نظر گرفته می‌شود. شایعه شده‌است که او گروه را ترک کرد زیرا به نواختن ریتم‌های پیچیده عادت داشت و صدای Casiopea برای سبک او بسیار نرم می‌شد.
- Shuichi "Ponta" Murakami (1977-1979، به عنوان عضو پشتیبانی زنده)
  - گهگاه به عنوان درامر دوم گروه در چند اجرای زنده آنها ظاهر می‌شد. او همچنین یک درام نواز معروف در ژاپن بود که حرفه انفرادی معروفی داشت.
- آکیرا جیمبو (۱۹۸۰–۱۹۸۹، ۱۹۹۷–۲۰۰۶، ۲۰۱۲–۲۰۲۲ (به عنوان پشتیبانی ویژه))
  - شناخته شده‌ترین درامر کاسیوپیا، او از سال ۱۹۸۰ تا ۱۹۸۹ عضو تمام وقت بود، زمانی که او و تتسوئو ساکورای گروه را ترک کردند و جیمساکو را تشکیل دادند. او در سال ۱۹۹۷ بازگشت و تقریباً یک دهه در کاسیوپیا ماند. از سال ۲۰۱۲، او درامر پشتیبانی ویژه گروه است. به غیر از کاسیوپی، او همچنین برای گروه پشتیبان ایسی نورو Inspirits و برای گروه بزرگ جاز Nettai Tropical Jazz درام می‌نوازد. در ۱۰ فوریه ۲۰۲۲، آکیرا جیمبو اعلام کرد که Casiopea 3 را ترک خواهد کرد. آخرین حضور او با Casiopea 3 در تور بیلبورد آوریل و می ۲۰۲۲ بود.[۶]
- ماساکی هیاما (۱۹۹۰–۱۹۹۲)
  - به گروه پیوست و جایگزین آکیرا جیمبو شد. او به دلیل مشکلات پزشکی گروه را ترک کرد.
- نوریاکی کوماگای (۱۹۹۳–۱۹۹۶)
  - جایگزین ماساکی هیاما شد و تا زمانی که آکیرا جیمبو به گروه بازگشت به عنوان یکی از اعضای کاسیوپیا بازی کرد. در سال ۲۰۰۴، او درامر Jazz-Fusion Supergroup TRIX شد که میتسورو سوتوح (از T-Square)، نوازنده باس (Session Musicians Hiroshi Kubota) روی کیبورد و تاکشی هیرای (Takeshi Hirai) در گیتار (به جای نوازنده الکتون/پیانو، ایاکی سایتو و گیتاریست یوگوچیا) حضور دارند. به ترتیب).
- هیرویوکی نوریتاکه
  - درامر پشتیبانی بین سال‌های ۲۰۰۵ و ۲۰۰۶، نوریتاکه اولین درامر بلند مدت T-Square (1986-2005) بود. او و جیمبو در جریان رویدادی به نام "Casiopea vs. T-Square» در سال ۲۰۰۳. آنها به عنوان "DNA Synchronized" در سیگنال، آخرین آلبوم کاسیوپیا قبل از انحلال آنها در سال ۲۰۰۶، نواختند.
- یوشینوری ایمای (۲۰۲۲-اکنون)
  - در وب سایت گروه اعلام شد که Imai جایگزین Akira Jimbo به عنوان درامر گروه خواهد شد. Imai قبلاً بخشی از UK Rampage بود.[۷]

### آواز
- یوکوه کوسونوکی (۱۹۸۶–۱۹۸۷)
  - خواننده ای در Casiopea که در طول تور دهمین سالگرد خود در سال ۱۹۸۶ به آن ملحق شد و در Casiopea Perfect Live II و Platinum نیز ظاهر شد و پس از "Magical Dancing Tour" آنها در پایان سال ۱۹۸۷ به دلیل اینکه گروه می‌خواست به ساز خود بازگردد آن را ترک کرد. سبک. او همچنین در گروه Issei Noro Inspirits اجرا کرد.

## دیسکوگرافی
آلبوم‌های استودیویی
- Casiopea (1979)
- Super Flight (1979)
- Make Up City (1980)
- Eyes of the Mind (1981)
- Cross Point (1981)
- 4x4 (۱۹۸۲)
- Photographs (1983)
- Jive Jive (1983)
- The Soundgraphy (1984)
- Down Upbeat (1984)
- Halle (1985)
- Sun Sun (1986)
- Platinum (1987)
- Euphony (1988)
- The Party (1990)
- Full Colors (1991)
- Active (1992)
- Dramatic (album) (1993)
- Answers (1994)
- Hearty Notes (1994)
- Asian Dreamer (1994)
- Freshness (1995)
- Flowers (1996)
- Light and Shadows (1997)
- Be (1998)
- Material (1999)
- Bitter Sweet (2000)
- Main Gate (2001)
- Inspire (2002)
- Places (2003)
- Marble (2004)
- Signal (2005)
- Gentle and Mellow (2006)
- Tetsudou Seminar Ongakuhen (2009)
- Ta•Ma•Te•Box (2013)
- A•So•Bo (2015)
- I•Bu•Ki (2016)
- Vestige −40th History Album- (۲۰۱۷)
- A•ka•ri (2018)
- Panspermia (2019)

آلبوم‌های لایو
- Thunder Live (1980)
- Mint Jams (1982)
- Casiopea Live (1985)
- Casiopea Perfect Live II (1987)
- Casiopea World Live '88 (1988)
- We Want More (1992)
- Made in Melbourne (1994)
- Live Anthology Fine (1994)
- Live Anthology Fine 2 (1995)
- Work out (1995)
- 20th (۲۰۰۰)
- The Mint Session (2004)
- Casiopea vs The Square Live (2004)
- Best Live Selections - Groove & Passion (2006)
- Recorded Live and Best - Early Alfa Years (2012)
- Live Liftoff 2012 (2013)
- TA・MA・TE・BOX TOUR - CASIOPEA 35th Anniversary LIVE CD (2014)
- A・SO・N・DA - LIVE CD (2016)